# Mohammed Mehedi Uld Ben Ismael
Mohammed Mehdi Ben Ismael (?-Tetuan, 24 d'octubre de 1923) va ser el jalifa del Protectorat Espanyol del Marroc.
El príncep Mohammed Mehedi Ben Ismael Ben Mohammed IV del Marroc Ben Abd al-Rahman ben Hixam era el primer jalifa del protectorat espanyol al Marroc. Muley Ismail era germà del sultà del Marroc, Hassan I del Marroc. Muley Mehdi era primer dels sultans Abd al-Aziz del Marroc, Abdelhafid i Mulay Yusuf.
Va ser nomenat jalifa del protectorat espanyo] el 19 d'abril de 1913, i va fer l'entrada oficial en Tetuan el 27 d'abril del mateix mes, sent comissari superior el general Alfau.
La seva mà dreta era Ben Azouz, el primer ministre. Ben Azouz era l'home més ferm del jalifa en gairebé tots els assumptes. El seu ministre d'Hisenda i Finances era Muley Sadiq Raissouni, primer i interlocutor de Ahmed al-Raisuli.
A més, els pobles rebels sota Ahmed al-Raisuli i Abd el-Krim desafiaven la sobirania del jalifa.